# Ephydra scholtzi
Ephydra scholtzi är en tvåvingeart som beskrevs av Becker 1896. Ephydra scholtzi ingår i släktet Ephydra och familjen vattenflugor. Arten är reproducerande i Sverige. Inga underarter finns listade i Catalogue of Life.